# Fakardin

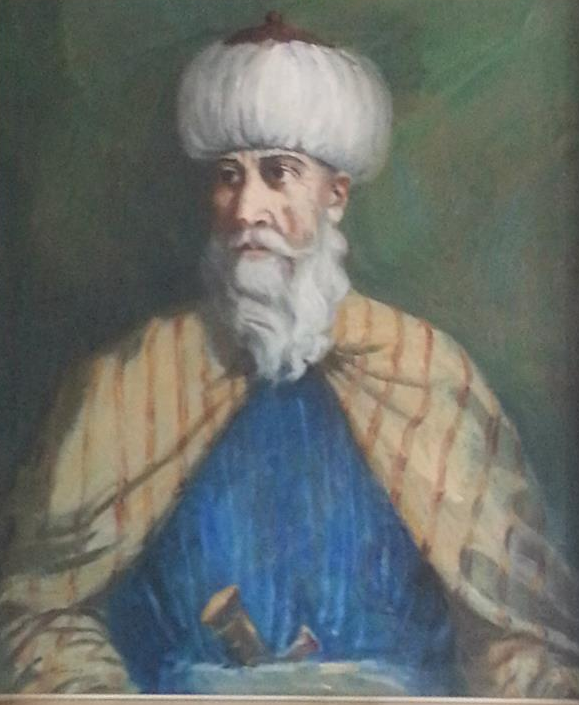
Fakardin

Fakardin of Fakhr ed-Dîne II was een Libanese emir (1572-1635) uit een Druzische dynastie, de Banoû Ma'an, een grote familie van landeigenaren in het Choufgebergte. Hij maakte van Deir el-Qamar zijn hoofdstad.
Hij werd - na de moord op zijn grootvader en vader - opgevoed door een Maronitische familie.
Eens volwassen nam hij het bestuur van zijn gebied op zich. Hij onderwierp de emirs van Noord-Libanon en de Bekaa-vallei en veroverde Galilea. Hij wist controle te krijgen over de toegangswegen tot Jeruzalem en Palestina.
Hij breidde op listige wijze zijn invloed uit zonder de Ottomaanse sultan te veel uit te dagen.
Hij sloot vriendschap met de groothertog van Toscane die de Venetianen uit de Levant wilde verdringen. 
Zijn militaire, politieke en handelssuccessen stoorden evenwel de sultan en een gedwongen ballingschap van vijf jaar in Italië was hiervan het gevolg. Daarna hernam hij zijn veroveringstochten maar werd uiteindelijk gevangengezet.
In 1635 werd hij naar Constantinopel gevoerd en terechtgesteld.
Tijdens de periode van Fakhr ed-Dîne kwam in Libanon voor het eerst een 'nationaal gevoel' tot uitdrukking en daarin ligt dan ook de betekenis van deze emir voor het land.